# Chelaethiops
Chelaethiops é um género de peixes actinopterígeos da família Cyprinidae.
Este género contém as seguintes espécies:
- Chelaethiops minutus
- Chelaethiops rukwaensis